# Fagatogo
Fagatogo je sídlo nacházící se na ostrově Tutuila, poblíž přístavu Pago Pago, v Americké Samoi. Dle údajů z 1. dubna 2000 zde žije 2096 obyvatel.
Fagatogo je někdy chybně uváděno jako hlavní město státu Americká Samoa, vzhledem k tomu, že je v ústavě státu uvedeno jako sídlo úřadu vlády. Hlavním městem je však Pago Pago.